# 基輔國際學校
基輔國際學校（KIS）是一所位于乌克兰基輔的私立國際學校。它于 1992 年成立，是 CEESA （中东欧学校协会）的成员，均是國際優質學校 (Quality Schools International) 的現任成員。 該組織是一個由遵循美式國際課程的非營利大學預科學校組成的聯盟。
KIS 經烏克蘭政府批准教課，學前班至十二年級英语授課，學生能以 IBDP 國際文憑而畢業以及提前上先修课程。學年為八月至六月。

## 课程
学术計劃采用基于绩效的掌握学习方案进行学习，获得了 Middle States Association of Colleges and Schools 組織的认可。 學校遵循 A、B、P、D、H 評分，并拥有奖学金合同。
外語包括法语、德语、西班牙语、俄语和乌克兰语，存在不同級別的課程。學校科目有物理學、生物學、歷史學、經濟學、視覺藝術、電影攝影、波蘭語文學以及幾種不同數學科目。

## 设施
学校拥有公园般的校园，日夜保安。校园是专门建造的，存在著艺术、音乐和技术实验室、学习中心、演講廳、室内游泳池、室内健身房、室内带攀岩墙、健身中心、食堂、小賣部、现代化游乐场、大足球场、小足球場、室外篮球场和室外健身区。
由于战争，基辅国际学校从2022年2月至2023年2月實行在线学习。 2023年2月8日，学校重新开放校园，并以較彈性的方式运营。从2023年8月开始，学校全面恢复到现场学习。

## 畢業生
前學生已經被世界頂尖大學錄取，例如哈佛、耶鲁、纽大、史丹佛大學。